# I-23 (подводная лодка)
I-23 — японская подводная лодка типа «I-15», состоявшая на вооружении Императорского флота Японии во время Второй мировой войны. Участница рейда на Калифорнию и второй атаки на Перл-Харбор. Пережила авианалёт на атолл Кваджалейн, но была потоплена в начале 1942 года у Оаху.

## Общее описание
Подводные лодки типа «I-15» (типа B1) — дальнейшее развитие подводных лодок подтипа KD6 типа «Кайдай». Лодки типа «I-15» оснащались гидросамолётом для ведения разведки в море. Водоизмещение — 2631 т в надводном положении и 3713 т в подводном положении. Главные размерения: длина 108,7 м, ширина 9,3 м и осадка 5,1 м. Рабочая глубина — 100 м.
Главная энергетическая установка состояла из двух дизельных двигателей, каждый из которых при мощности в 6200 л. с. приводил в движение по одному винту. Мощность электромотора, применявшегося для перемещения под водой — 1000 л. с. Максимальная скорость — 23,6 узла на поверхности и 8 узлов под водой. Дальность плавания над водой — 14 тысяч морских миль при скорости 16 узлов, под водой — 96 морских миль при скорости 3 узла.
Подлодка была вооружена шестью носовыми 533-мм торпедными аппаратами и несла на борту до 17 торпед. Артиллерия — 140-мм морское орудие Тип 11-й год и два 25-мм зенитных орудия Тип 96.. В районе капитанского мостика располагался авиаангар, на передней палубе находилась авиационная катапульта.
Тип подводных лодок «I-15» (или «B1») был крупнейшим по числу построенных для японского флота субмарин — было построено 18, из которых до конца войны дожила только субмарина I-36.

## Служба
Заложена 8 декабря 1938 года под номером 41 на стапелях военно-морского арсенала Йокосуки. 24 ноября 1939 года спущена на воду, командиром назначен Генити Сибата. Подчинялась 1-му дивизиону подводных лодок вице-адмирала Сато Цутому вместе с подводными лодками I-21 и I-22.

### Атака авианосца типа «Лексингтон»
9 декабря 1941 года подлодка I-6 сообщила об обнаружении одного авианосца типа «Лексингтон» и двух крейсеров. Вице-адмирал Мицуми Симидзу, находившийся на борту крейсера «Катори», приказал уничтожить авианосец, однако на следующий день I-23 сообщила о приближении американского патрульного самолёта. При экстренном погружении она опустилась на глубину до 120 м.

### Нападение на западное побережье США
11 декабря 1941 года I-23 отправилась к западному побережью США, чтобы атаковать там сухогрузы у залива Монтерей, и уже 18 декабря находилась в 100 милях от пункта назначения. В тот день в 20 милях от мыса Сайпресс на полуострове Монтерей в 14:15 был обнаружен танкер SS Agwiworld водоизмещением 6771 т, принадлежавший Richfield Oil Company 37° с. ш. 122° з. д.. Подлодка I-23 атаковала его, выпустив 14 снарядов, однако все 14 раз промахнулась, и судно ушло дальше, не получив повреждений. 22 декабря I-23 отправилась в сторону атолла Пальмира.

### Вторая атака на Перл-Харбор
В январе 1942 год генеральный штаб Императорского флота Японии начал готовить вторую атаку на Перл-Харбор, чтобы вывести из строя ремонтную базу ВМС США. В рамках операции «К» были подготовлены пять подводных лодок: планировалось уничтожить авианалётом док «10-10» и остановить ремонтные работы. Японская авиация должна была взлететь с Маршалловых островов и перелететь на мелководье Френч-Фригат (500 миль к западо-северо-западу от Перл-Харбора), где их дозаправили бы подводные лодки типа «I». В частности, I-9 занимала позицию между мелководьем и Уотье, становясь радиомаяком для палубных бомбардировщиков Kawanishi H8K1 «Эмили». Подлодки I-19, I-15 и I-26 должны были дозаправить эти «летающие лодки» на мелководье, а I-23 занимала позицию в 10 милях к югу от Перл-Харбора и передавала бы информацию о погоде, а также обеспечивала бы все спасательные операции. 1 января после заката I-23 попыталась разведать атолл Пальмира, но попала под перекрёстный огонь. Командир Сибата приказал отступить и попробовать ещё раз предпринять разведку следующим вечером, и в итоге 3 января I-23 прибыла на Гавайские острова, откуда через два дня ушла на атолл Кваджалейн.

### Авианалёт на Кваджалейн
1 февраля 1942 года вице-адмирал Уильям Холси приказал 8-м воздушным силам, которые частично базировались на авианосце «Энтерпрайз», совершить налёт на Кваджалейн и Вотье (Маршалловы острова). Самолёты с «Энтерпрайза» потопили транспорт и повредили крейсер «Катори», флагман 6-го японского флота. Были повреждены плавучая база подлодок «Ясукуни-Мару» и ещё несколько важных кораблей. В это время I-23 доставляла припасы, курсируя между «Ясукуни-Мару» и I-26. Пытаясь сбросить груз в море, она открыла огонь по американским самолётам, а после попадания в «Ясукуни-Мару» бомбы осколками был ранен один из стрелков 25-мм зенитного орудия. В результате возник небольшой пожар на борту подлодки, однако I-23 успела уйти под воду вместе с другими субмаринами: их на месте не застали бомбардировщики Douglas SBD Dauntless. После атаки I-23 безуспешно предприняла погоню за кораблями Холси.

### Гибель
24 февраля 1942 года в 23:30 I-23 передала последнее сообщение из района Гавайских островов. 28 февраля она около Оаху пропала без вести вместе с 96 моряками на борту, в том числе и лейтенантом-коммандером Кониси Масаёси. 30 апреля 1942 года её исключили из списка флота.